# Roger Sessions
Pour les articles homonymes, voir Sessions.
Roger Huntington Sessions est un compositeur américain né le 28 décembre 1896 à Brooklyn (New York) et mort le 16 mars 1985  à Princeton (New Jersey).

## Biographie
Roger Sessions a étudié la composition avec Horatio Parker à l'Université Yale, puis avec Nadia Boulanger et Ernest Bloch dont il devint l'assistant à partir de 1921 au Cleveland Institute of Music. De 1925 à 1933, il passe huit ans en Europe et s'intéresse à la musique d'Arnold Schönberg, d'Alban Berg, de Richard Strauss et Paul Hindemith. Ses premières compositions, notamment la musique de scène pour The Black Maskers d'Andriev (1923), attestent de l'influence de son maître Ernest Bloch et celle d'Igor Stravinsky, qu'il reconnaît ouvertement. Rentré aux États-Unis, il va enseigner dans divers collèges, ainsi qu'aux universités de Princeton de 1935 à 1944, Berkeley (de 1944 à 1952), à nouveau à Princeton (de 1953 à 1955), à Berkeley de 1966 à 1967, et Harvard de 1968 à 1969. Il a obtenu le prix de Rome américain en 1931. Son style s'apparente d'abord à une esthétique néo-classique (concerto pour violon, Pastorale pour flûte solo). Au cours des années 1940, celui-ci évolue vers un chromatisme de plus en plus dissonant, caractéristique de sa période atonale.
Parmi ses élèves, citons Peter Maxwell Davies, David Diamond, Milton Babbitt, Conlon Nancarrow, David Del Tredici, Frederic Rzewski.

## Principales compositions
- Symphonie no 1 (1926-1927)
- Sonate pour piano no 1 (1930)
- Concerto pour violon (1931-1935)
- Quatuor à cordes nº 1 (1936)
- Symphonie no 2 (1944-1946)
- Sonate pour piano no 2 (1946)
- The Trial of Lucculus, opéra (1947)
- Quatuor à cordes nº 2 (1950)
- Sonate pour violon solo (1953)
- Symphonie no 3 (1955-1957)
- Concerto pour piano (1956)
- Quintette à cordes (1957)
- Idyll of Theocritus, pour soprano et orchestre (1957)
- Symphonie no 4 (1958)
- Divertimento (1959)
- Symphonie no 5 (1964)
- Psaume 140, pour soprano et orgue (1964)
- Duo pour violon et piano (1966)
- Symphonie no 6 (1966)
- Symphonie no 7 (1967)
- Symphonie no 8 (1968)
- Double concerto pour violon, violoncelle et orchestre (1971)
- Concertino pour orchestre de chambre (1972)
- Symphonie no 9 (1978)

## Source
- Larousse de la musique, Marc Vignal, éd. 1985